# Христина Чернега
Христина Чернега (нар. 20 лютого 1990, м. Тернопіль, Україна) — українська журналістка, телеведуча, модель.

## Життєпис
Христина Чернега народилася 20 лютого 1990 року у місті Тернопіль Тернопільської області, нині Україна.
Закінчила географічний факультет Тернопільського національного педагогічного університету (2012), заочно Київську національну академію внутрішніх справ (спеціальність — правознавство).
Працювала кореспондентом на телеканалі «ІНТБ», на телеканалі «112 Україна» парламентським кореспондентом і спеціальним кореспондентом в спільному проекті з «Радіо Свобода». На телеканалі «Прямий» веде програми «Репортер» та «П'ята колонка».

## Модель
У 15 років почала брати участь у показах мод.
Володарка титулів «Перлина ювелірсервісу-2006», «Віце-міс Бессарабія-2006», «Перша леді INTERNET-2008», «Міс Тернопіль-2011», «1-ша віце-королева України-2012».
Була у товаристві Жана-Клода Ван Дамма, Періс Хілтон, Андрія Шевченка, та інших знаменитостей.